# Dręszew
Dręszew – wieś w Polsce położona w województwie mazowieckim, w powiecie wołomińskim, w gminie Dąbrówka. Ma status sołectwa.
Prywatna wieś szlachecka Dręszewo położona była w drugiej połowie XVI wieku w powiecie kamienieckim ziemi nurskiej województwa mazowieckiego. W latach 1975–1998 miejscowość administracyjnie należała do województwa ostrołęckiego. 
Według Narodowego Spisu Powszechnego (III 2011 r.) wieś liczyła 389 mieszkańców. 
Urodził się tu Adam Szydłowski (1900 -1960) – podpułkownik dyplomowany piechoty Wojska Polskiego, cichociemny oraz Anna Turkiewicz-Jabłczyńska (1923-1974), płocka lekarka i pediatra.
Wierni Kościoła rzymskokatolickiego należą do parafii Podwyższenia Krzyża Świętego w Dąbrówce.